# Punisk (sprog)
Det puniske sprog, også kaldet fønikisk-punisk eller karthagisk, er en uddød variant af det fønikiske sprog, et kanaanæiske sprog i den nordvestsemitiske gren af de semitiske sprog. Det udsprang af det fønikiske sprog i det kystnære Vestasien (det moderne Libanon og det nordvestlige Syrien), og blev hovedsageligt talt på Middelhavskysten i Nordvestafrika, den Iberiske Halvø og adskillige middelhavsøer såsom Malta, Sicilien og Sardinien. Sproget blev talt af det puniske folk (karthagere) eller vestlige fønikere, gennem den klassiske oldtid, fra det 8. århundrede f.Kr. til det 6. århundrede e.Kr.

## Eksterne links
- Punisk alfabet på Omniglot.com
- Føniciske skrifttyper fra unicode